# Bachelor Buttons
Bachelor Buttons è un cortometraggio muto del 1912 diretto da Laurence Trimble che ha tra i suoi interpreti Jean the Dog, la cagna del regista, una border collie che diventò una delle prime star canine del cinema.

## Produzione
Il film fu prodotto dalla Vitagraph Company of America.

## Distribuzione
Distribuito dalla General Film Company, il film - un cortometraggio di 150 metri - uscì nelle sale cinematografiche statunitensi il 2 ottobre 1912. Nelle proiezioni, veniva programmato con il sistema dello split reel, accorpato in un'unica bobina con un altro cortometraggio prodotto dalla Vitagraph, la commedia Diana's Legacy.